# Gare de Kamsar
La gare de Kamsar est une gare ferroviaire guinéenne située dans la ville industrielle de Kamsar dans la préfecture de Boké. Elle est gérée par la Compagnie des bauxites de Guinée.

## Situation ferroviaire
La gare de Kamsar est située à l'ouest du stade de Kamsar.

## Histoire
La gare a été inaugurée en 1973.

## Services aux voyageurs

### Accès et accueil
La gare dispose d'une cour et salle d'attente pour les voyageurs, avec guichet, ouvert tous les lundis, jeudis et samedis avant d'être interrompue en 2018 pour cause de la surcharge des trafics sur le chemin de fer.

### Desserte
Le train quitte la ville de Kamsar à 9h en direction de Sangarédi en passant par les gares de Kolaboui, Boké et Tinguilinta et arrive à 14h.